# Insieme appassionatamente
Insieme appassionatamente (Merci, les enfants vont bien!) è una serie televisiva francese andata in onda su M6.

## Episodi

### Prima stagione (2005)
1. Ça déménage!, scritto da Catherine Touzet, Ludovic Pion-Dumas, Anna Fregonese
2. Restons zen!, scritto da Ludovic Pion-Dumas, Samantha Mazeras, Alexandra Deman

### Seconda stagione (2007)
1. Vive les mariés!, scritto da Catherine Touzet
2. Coup de foudre

### Terza stagione (2008)
1. Congés paternité!, scritto da Diane Clavier, Camille Pouzol, Ludovic Pion-Dumas
2. Système B, scritto da Diane Clavier, Camille Pouzol, Ludovic Pion-Dumas
3. Un nuage passe, scritto da Diane Clavier, Camille Pouzol, Ludovic Pion-Dumas
4. Ames sœurs

### Quarta stagione (2008)
1. La belle vie, scritto da Diane Clavier, Camille Pouzol, Ludovic Pion-Dumas
2. Coup de poker, scritto da Diane Clavier, Camille Pouzol, Ludovic Pion-Dumas
3. Elle ou moi, scritto da Diane Clavier, Camille Pouzol, Ludovic Pion-Dumas
4. La rançon du succès, scritto da Diane Clavier, Camille Pouzol, Ludovic Pion-Dumas